# Custom guitar
En såkaldt custom guitar er en guitar, der er fremstillet med bestemte ønsker fra en kunde. De fleste store mærker har en custom shop, hvor man kan sammensætte sin helt egen guitar.